# Sông Semliki
Sông Semliki (đôi khi viết là Semuliki) là một con sông dài 140 kilômét (87 mi), chảy qua hai nước Cộng hoà Dân chủ Congo (CHDC Congo) và Uganda ở Trung-Đông Phi. Nó chảy về phía bắc, từ hồ Edward đến hồ Albert nằm trong đới tách giãn Albert, về phía tây dãy núi Rwenzori. Gần hạ nguồn, nó giúp tạo nên một phần biên giới giữa hai quốc gia. Địa điểm mà sông Semliki đổ vào hồ Albert nằm trong địa phận tỉnh Orientale của CHDC Congo.
Lượng băng tan ngày một tăng từ dãy Rwenzori, chăn thả quá mức cùng sự tác động đến dòng chảy đã làm xói mòn bờ sông và biến đổi hướng chảy ở vùng hạ nguồn. Có nơi mà Uganda đang mất đến 10 mét (33 ft) đất  mỗi năm do sự xói mòn, bùn đất từ sông cũng đang dần lấp đầy mạn nam hồ Albert. Ở nơi khác, CHDC Congo lại đang đánh mất lãnh thổ do sự biến đổi hướng của dòng chảy làm thay đổi đường biên giới.

## Người dân
Hai dân tộc chính sống trong lưu vực sông Semliki là người Amba (Baamba, Bwamba) và người Konjo (Bakonjo). Sống trong thung lũng sông Semliki còn có Batuku, một tộc người mục súc chăn thả bò trên những đồng cỏ dọc con sông. Những nhóm nhỏ người Twa (một tộc người pygmy), trước đây là người săn bắn-hái lượm trong rừng, giờ cũng sống trong thung lũng.

## Hệ động-
Rừng trong vườn quốc gia Semuliki tương tự trong khu vực bồn địa Congo. Cynometra alexandri, một loài cây nhiệt đới, chiếm ưu thế, xen kẻ là những loài cây gỗ khác cùng thực vật đầm lầy. Lượng mưa trung bình hàng năm trong rừng nhiệt đới là 1.500 milimét (59 in).
Hơn 400 loài chim (gồm Geokichla oberlaenderi, Phyllastrephus lorenzi, chín loài hồng hoàng) cũng như trên 450 loài bướm cư ngụ vườn quốc gia. Vài loại thú có vú trong vườn là voi, báo hoa mai, beo vàng châu Phi, trâu, hà mã, linh dương hoẵng và sóc bay đuôi vảy lùn.
Từ thượng nguồn xuống hạ nguồn, độ cao sông Semliki giảm đi 300 m (1.000 ft) do một loạt thác ghềnh, làm cô lập các quần thể cá trong hồ Edward (một số là loài đặc hữu) khỏi các quần thể ở hồ Albert.